# Legends of the Wild West
Legends of the Wild West is een walkthrough-attractie in Frontierland in het Disneyland Park in Disneyland Paris. De attractie is gevestigd in Fort Comstock en is een eerbetoon aan de legendarische personen uit het Amerikaanse Wilde Westen, met een reeks uitbeeldingen en uitkijkpunten over Thunder Mesa, het fictieve stadje in Frontierland.
De attractie werd geopend op 30 mei 1993, als onderdeel van een project om de capaciteit van het park snel uit te breiden. Datzelfde project zorgde ook voor de toevoeging van Le Passage Enchanté d'Aladdin en Les Mystères du Nautilus, die beiden ook walkthrough-attracties zijn.

## Route

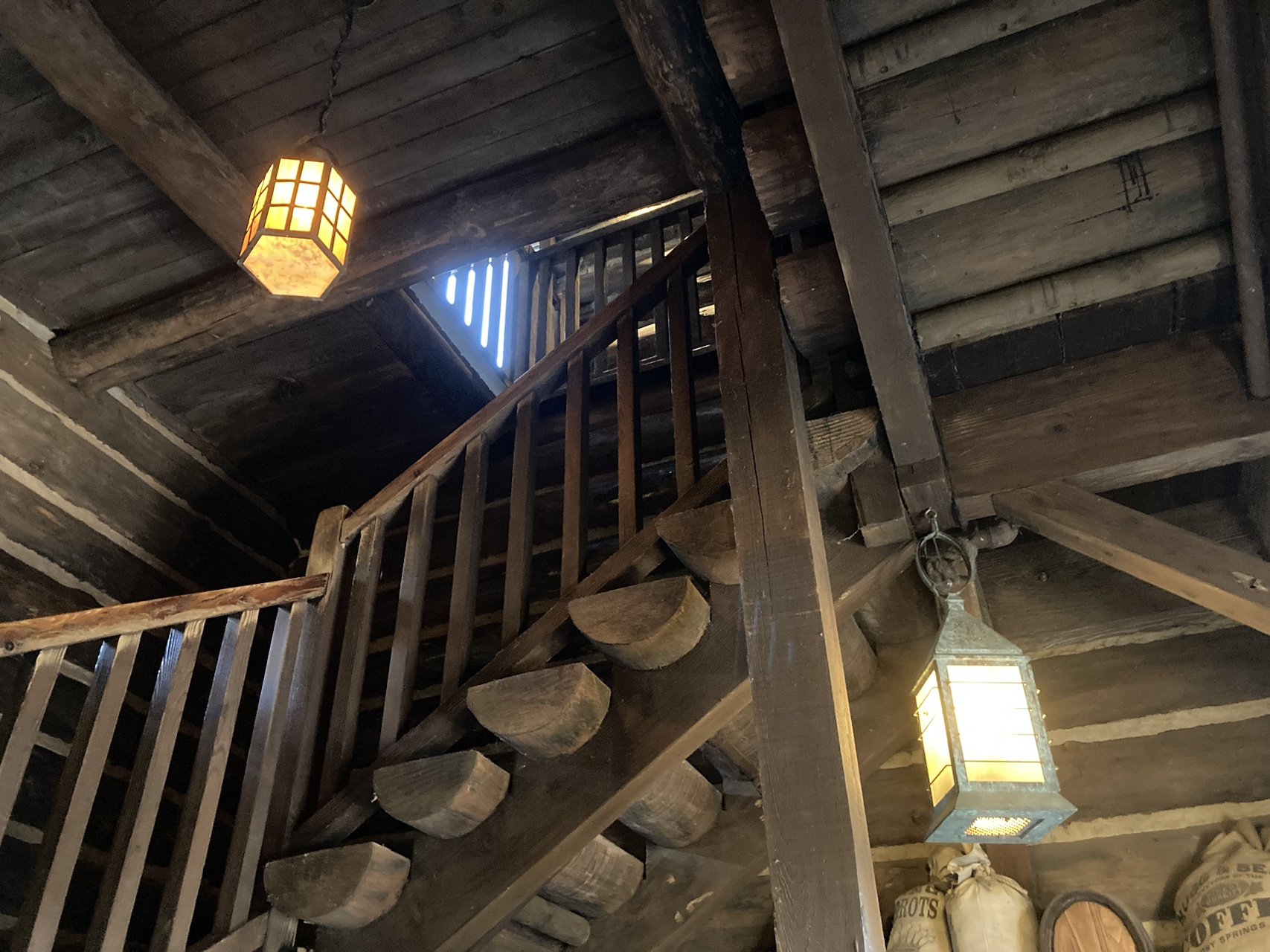
De trappen in Fort Comstock die leiden naar The Forty-Niner.

De attractie is ingebed in het Fort Comstock, het fort dat te vinden is aan de ingang van Frontierland en dat geïnspireerd is op een fort zoals in de Amerikaanse Burgeroorlog. Rondom de attractie is typische vegetatie te vinden voor Noord-Amerika, net zoals enkele indianententen. In het fort zijn diverse scènes te vinden met wassen beelden, die diverse passages uit het Wilde Westen uitbeelden.

### The Forty-Niner
Na betreding van het fort middels een stelsel van trappen komt men bovenin bij de eerste scène, die van de Fourty-Niner, die de in het Wilde Westen heersende goudkoorts symboliseert. Een bordje naast het tafereel leest "Eureka!" Aan een tafeltje zit een oude mijnwerker, die op zoek is geweest naar goud. Blijkbaar met succes, want in een rekje bovenin blinken verschillende metalen. Het zware leven van de mijnwerker wordt gesymboliseerd door de fles met brandewijn, die naast de mijnwerker staat.
Hierna loopt men over een brug over de wandelpaden heen, waarvandaan Frontierland kan worden bekeken en men een goede blik heeft op de Big Thunder Mountain Railroad. Ook kan men, wanneer de andere kant op wordt gekeken, de poort zien van het fort, gesierd met vier fakkels bovenop en met tegen de wanden dozen met dynamiet.

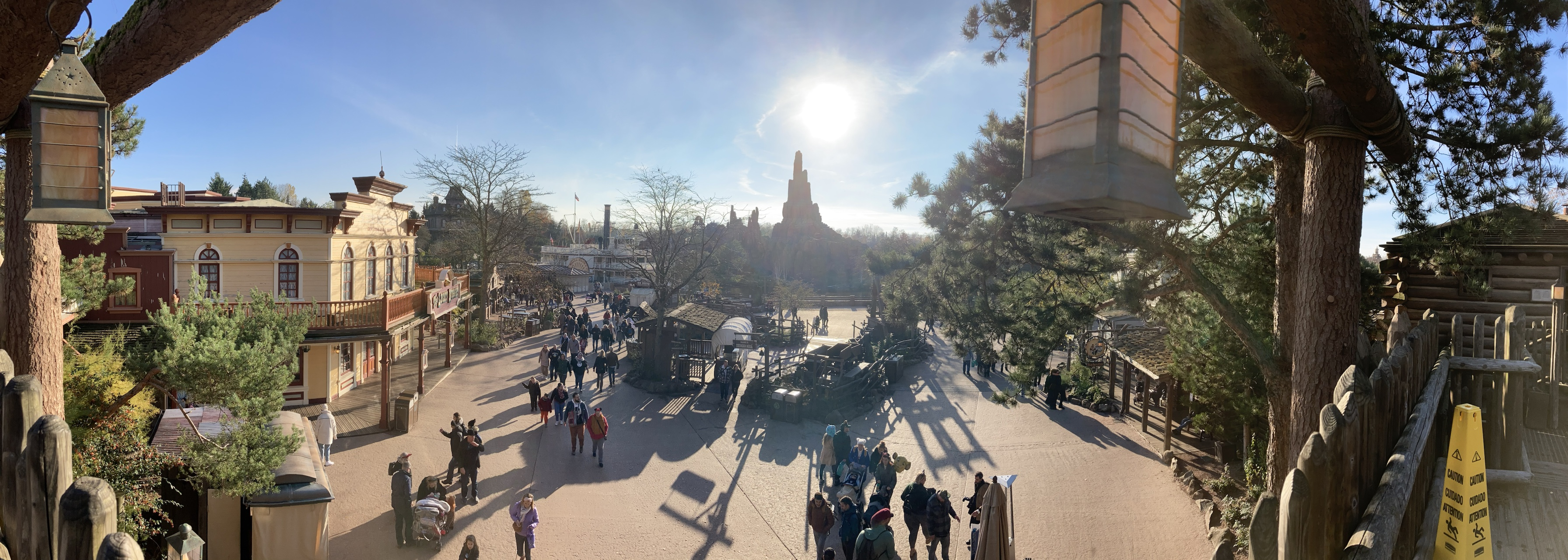
Een panorama van Frontierland, gezien vanuit Legends of the Wild West.

### The Thug
De tweede scène, in het hoogste punt van het fort, toont een kantoortje, door een kachel verwarmd, met in een gevangeniscel een gevangene. Het kantoortje is behangen met wanted-posters. Een bordje vertelt ons dat een bezoek aan een stadje meestal twee dingen betekende: een vuurgevecht en een daaropvolgend bezoekje aan de sheriff. De gevangene is ingedut, en wacht volgens het bordje op zijn vrijlating.

### The Sheriff
Boven op het gebouwtje waar zich de derde scène bevindt, liggen enkele geweien van herten, dat de jacht symboliseert. De derde scène kan worden bereikt na het afdalen van enkele trappen. In het gebouwtje bevinden zich verrekijkers, die door de muren van het fort uitzicht werpen op Frontierland en de indianententen rondom het fort. Tevens bevindt zich in het gebouw het kantoortje van de sheriff, degene die orde op zaken moest stellen in het Wilde Westen.

### Davy Crockett en Buffalo Bill
Onder in het gebouw bevindt zich een andere scène, die eer betoont aan Davy Crockett, een bekende pionier. De verhalen rondom deze film vormden de basis voor het concept van Frontierland. Nog verder naar beneden bevindt zich een scène van Buffalo Bill, iemand die rondtrok met shows over het Wilde Westen.

### Indianententen (voormalig)

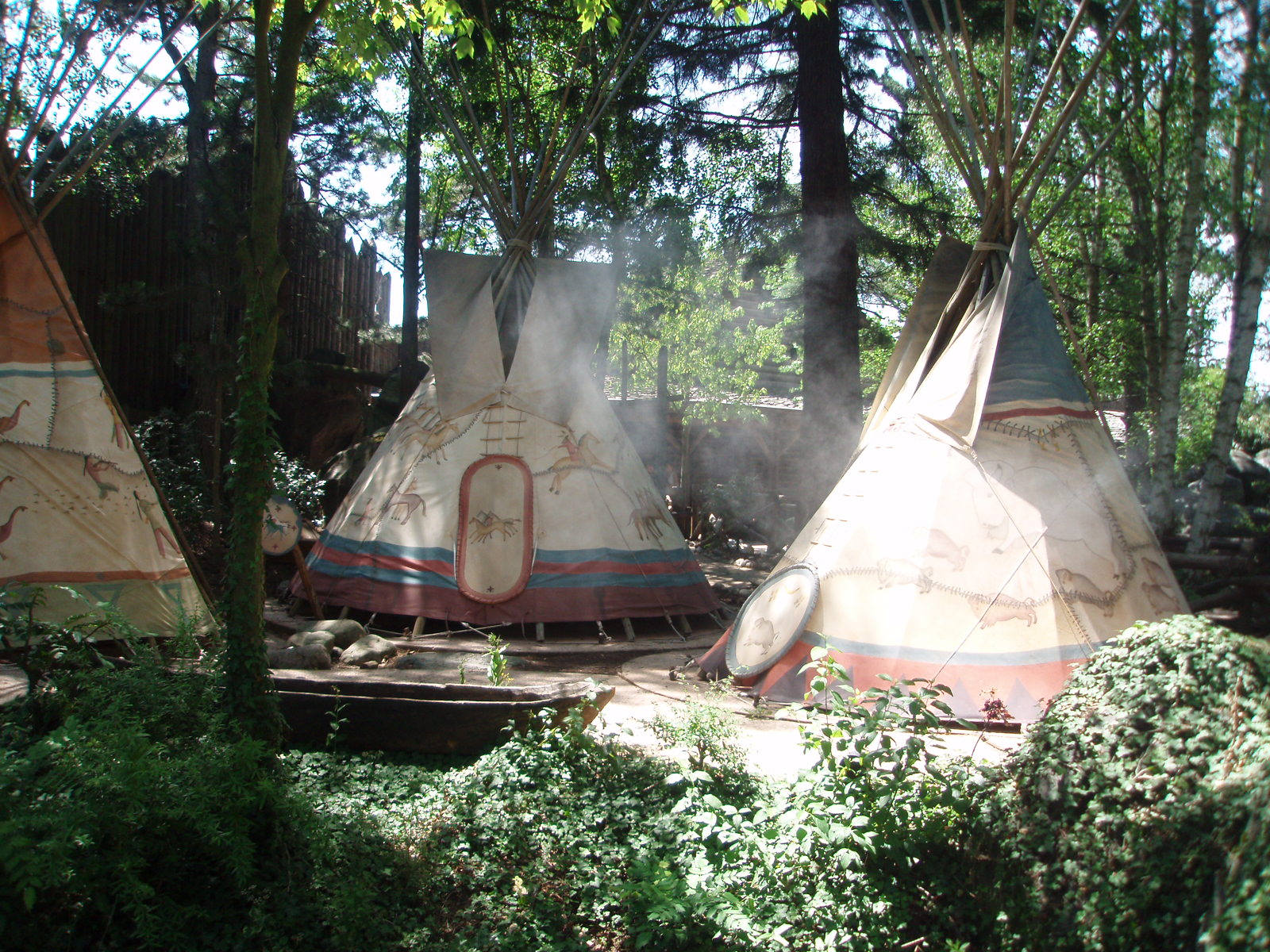
De indianententen die vroeger deel uit maakten van de attractie zijn nog steeds zichtbaar.

Wanneer je buiten het gebouw trad, kwam je in het gebied van de indianententen, hier kregen bezoekers een blik in de tenten. Het gebied is vandaag de dag niet meer toegankelijk maar wel nog steeds zichtbaar vanaf de overkant van een waterloop. Uit een van de tenten komt af en toe een rookpluim, om de scène leven in te blazen.

## Trivia
- Fort Comstock is vernoemd naar de landschapsarchitect Paul Comstock, die onder andere voor de aanblik van Frontierland in het Disneyland Park in Parijs zorgde en Disney's Animal Kingdom.
- In de vroegere jaren van de attractie werd het fort gesierd door de Amerikaanse vlag, maar dan een versie met maar 38 sterren in plaats van de huidige 50.[1]
- Door de vele trappen uit natuursteen is de attractie bij regenachtig weer gesloten, om slipgevaar te voorkomen.